# یواس‌سی‌جی‌سی ویگوروس (دبلیوام‌ئی‌سی-۶۲۷)
یواس‌سی‌جی‌سی ویگوروس (دبلیوام‌ئی‌سی-۶۲۷) (به انگلیسی: USCGC Vigorous (WMEC-627)) یک کشتی بود که طول آن ۲۱۰ فوت ۶ اینچ (۶۴٫۱۶ متر) بود. این کشتی در سال ۱۹۶۸ ساخته شد.